# 張正位
張正位（1520年—？），字以立，號沥泉，江西南昌府南昌縣人，民籍，明朝政治人物。

## 生平
嘉靖二十五年（1546年）丙午科江西鄉試第七名舉人。嘉靖三十二年（1553年）中式癸丑科會試第三百十七名，二甲第一百零三名進士。兵部观政，授刑部主事，升员外、郎中，出知扬州府，升广西按察司副使，四十五年以贪污渎职被革职閑住。

## 家族
曾祖張玉器；祖父張大訓；父張元宗，母凃氏。兄之邦、正卿；弟正心（生员）。